# Kelly Craft

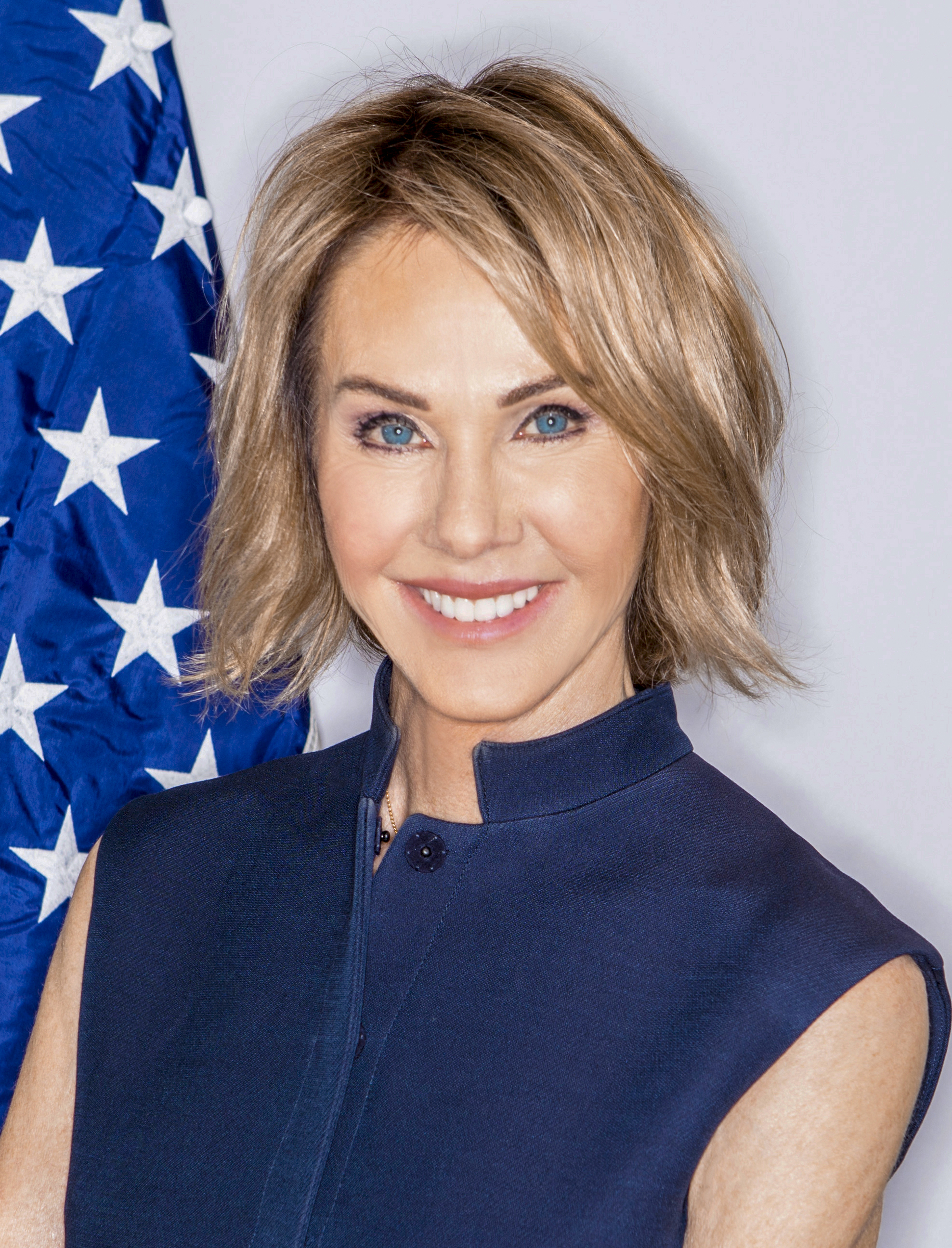
Kelly Craft, 2019

Kelly Dawn Knight Craft (* 24. Februar 1962 in Lexington als Kelly Dawn Guilfoil) ist eine US-amerikanische Geschäftsfrau, Diplomatin und Politikerin (Republikanische Partei). Sie war von 2017 bis 2019 Botschafterin der USA in Kanada und war vom 31. Juli 2019 bis zum 21. Januar 2021 als Botschafterin der Vereinigten Staaten bei den Vereinten Nationen tätig. Sie kandidiert in der Wahl 2023 für das Amt der Gouverneurs von Kentucky.

## Leben und Karriere
Kelly Craft ist die Tochter von Bobby und Sherry Guilfoil. Craft wuchs in Glasgow, Kentucky, auf und besuchte die dortige Highschool. Sie studierte an der University of Kentucky und schloss ihr Studium 1984 ab.
Kelly geb. Guilfoil war ab 1986 in erster Ehe mit David Moross, dem Inhaber einer Kapitalanlagegesellschaft, verheiratet und hat mit ihm eine Tochter. Sie heiratete 1992 den Kieferorthopäden Judson "Judd" Knight, das Paar bekam ebenfalls eine gemeinsame Tochter. Unter dem angenommenen Ehenamen führte sie die Unternehmensberatung Kelly G. Knight, LCC. in Lexington und war in verschiedenen lokalen karitativen Organisationen tätig.
Seit 2016 trägt sie den Ehenamen von Joe Craft, Präsident der Alliance Resource Partners, einem bedeutenden Produzenten von Kohle in den USA.
Craft und ihr Mann spendeten 2016 mehr als 2 Millionen US-Dollar für den Wahlkampf und den Fonds für die Amtseinführung des Republikanischen Kandidaten Donald Trump, während Kelly Craft im Zuge lokaler Wahlen innerhalb ihres Bundesstaats eher Kandidaten der Demokratischen Partei finanziell unterstützte.

### Offizielle Ämter
2004 war Craft als Spendensammlerin für die Wiederwahl von Präsident George W. Bush tätig und wurde 2007 von ihm als eine Delegierte der USA für die Generalversammlung der Vereinten Nationen nominiert.
Nach seiner Wahl als US-Präsident nominierte Donald Trump im Juni 2017 Craft als Botschafterin der USA in Kanada. In diesem Amt blieb sie nur 20 Monate, von denen sie 300 Tage außerhalb Kanadas verbrachte.
Nach dem Rücktritt von Nikki Haley als UN-Botschafterin der Vereinigten Staaten wurde zunächst Heather Nauert als Nachfolgerin gehandelt, diese zog sich jedoch aus dem Verfahren zurück. Stattdessen nominierte Präsident Trump Ende Februar 2019 Craft als UN-Botschafterin. Sie wurde am 31. Juli 2019 vom Senat der Vereinigten Staaten mit 56 zu 34 Stimmen bestätigt. Am 10. September 2019 wurde sie in ihrem neuen Amt vereidigt. Ihre Amtszeit endete am 20. Januar 2021, mit der Amtseinführung des neuen Präsidenten Joe Biden.
Irwin Arieff berichtete, dass Kelly Craft aus berufsethischen Gründen von Klima-Themen ausgeschlossen wurde, da sie und ihr Gatte Kohle-Aktien im Wert von mehr als einer Mrd. Dollar besaßen.
Im Januar 2023 meldete sie ihre Kandidatur in den Vorwahlen der Republikaner für die Gouverneurswahl 2023 in Kentucky an. Craft versprach die Bildungsbehörden des Bundesstaates auszuhöhlen, da Bildungsbürokraten Kinder zwingen würden Wokeness sowie Critical Race Theory zu lernen und Transgender-Pronomen zu benutzen. Nach einer Massenschießerei in Louisville sprach sie sich gegen strengere Waffengesetze aus. Man solle sich lieber um die durch COVID-19-Schließungen verursachte geistige Gesundheitskrise kümmern.
In der Vorwahl am 16. Mai 2023 unterlag sie Kentuckys Attorney General Daniel Cameron.